# Schweiz i olympiska sommarspelen 2004
Schweiz i olympiska sommarspelen 2004 bestod av 98 idrottare som blivit uttagna av Schweiz olympiska kommitté.

## Brottning

### Fristil
Fristil, herrar 96 kg
- Rolf Scherrer
  - Pool 7
    - Förlorade mot Vadym Tasoyev från Ukraina (1 - 6)
    - Förlorade mot Khadjimourat Gatsalov från Ryssland (1 - 3)

  - 3:a i poolen, gick inte vidare (2 TP, 2 CP, 16:a totalt)

### Grekisk-romersk
Grekisk-romersk stil, herrar 74 kg
- Reto Bucher
  - Pool 3
    - Besegrade Aliaksandr Kikiniou från Vitryssland (3 - 1)
    - Besegrade Saiyinjiya från Kina (6 - 2)

  - 1:a i poolen, kvalificerad (9 TP, 6 CP)
  - Kvartsfinal: Besegrade Danil Khalimov från Kazakstan (3 - 0; 6:23)
  - Semifinal: Förlorade mot Marko Yli-Hannuksela från Finland (3 - 0)
  - Bronsmatch: Förlorade mot Varteres Samourgachev från Ryssland (Fall; 1:07) (4:a totalt)

## Cykling

### Mountainbike
Herrarnas terränglopp
- Ralph Naef
  - 2:19:15 (6:a totalt, 4:13 bakom)
- Thomas Frischknecht
  - 2:19:39 (7:a totalt, 4:37 bakom)
- Christoph Sauser
  - Fullföljde inte

Sauser abandoned the race on lap 3, after finishing lap 2 in 7th place.
Damernas terränglopp
- Katrin Leumann
  - 2:16:07 (19:a totalt, 19:16 bakom)
- Barbara Blatter
  - Fullföljde inte

### Landsväg
Herrarnas linjelopp
- Markus Zberg
  - 5:41:56 (12:a totalt, 0:12 bakom)
- Martin Elmiger
  - 5:41:56 (29:a totalt, 0:12 bakom)
- Rubens Bertogliati
  - Fullföljde inte
- Fabian Cancellara
  - Fullföljde inte
- Gregory Rast
  - Fullföljde inte

Herrarnas tempolopp
- Fabian Cancellara
  - 59:42.38 (10:a totalt, 2:10.64 bakom)
- Rubens Bertogliati
  - 1:02:16.56 (27:a totalt, 4:44.82 bakom)

Damernas linjelopp
- Priska Doppmann
  - 3:25:42 (18:a totalt, 1:18 bakom)
- Barbara Heeb
  - 3:25:42 (28:a totalt, 1:18 bakom)
- Nicole Brändli
  - 3:38:39 (38:a totalt, 4:15 bakom)

Damernas tempolopp
- Karin Thürig
  - 31:54.89 (3:a totalt, 0:44.36 bakom) (Brons)
- Priska Doppmann
  - 32:40.47 (9:a totalt, 1:28.94 bakom)

### Bana
Herrarnas Madison
- Franco Marvulli och Bruno Risi
  - 15 poäng, 0 varv efter (Silver)

Damernas förföljelse
- Karin Thürig
  - Qualifying: 3:34.746
  - Första omgången: Förlorade mot Leontien Zijlaard-van Moorsel från Nederländerna (3:34.831 - 3:28.747, 5:a totalt)

## Friidrott
Herrar
| Andre Bucher      | 800 meter      | 1:47.34  | 3   | N/A | N/A | Gick inte vidare | Gick inte vidare | Gick inte vidare | Gick inte vidare |                  |                  |
| Christian Belz    | 5 000 meter    | 13:29.59 | 12  | N/A | N/A | N/A              | N/A              | Gick inte vidare | Gick inte vidare | Gick inte vidare | Gick inte vidare |
| Viktor Röthlin    | Maraton        | N/A      | N/A | N/A | N/A | N/A              | N/A              | DNF              | -                |                  |                  |
| Cedric El Idrissi | 400 meter häck | 49.44    | 6   | N/A | N/A | Gick inte vidare | Gick inte vidare | Gick inte vidare | Gick inte vidare |                  |                  |
| Patric Suter      | Släggkastning  | 73.54 m  | 23  | N/A | N/A | N/A              | N/A              | Gick inte vidare | Gick inte vidare |                  |                  |

Damer
| Idrottare      | Gren              | Heat     | Heat      | Kvartsfinal | Kvartsfinal | Semifinal        | Semifinal        | Final            | Final            |
| Idrottare      | Gren              | Resultat | Placering | Resultat    | Placering   | Resultat         | Placering        | Resultat         | Placering        |
| -------------- | ----------------- | -------- | --------- | ----------- | ----------- | ---------------- | ---------------- | ---------------- | ---------------- |
| Anita Bragger  | 800 meter         | 2:04.00  | 4         | N/A         | N/A         | Gick inte vidare | Gick inte vidare | Gick inte vidare | Gick inte vidare |
| Corinne Muller | Höjdhopp          | 1.89 m   | 23        | N/A         | N/A         | N/A              | N/A              | Gick inte vidare | Gick inte vidare |
| Nadine Rohr    | Stavhopp          | 4.15 m   | 24        | N/A         | N/A         | N/A              | N/A              | Gick inte vidare | Gick inte vidare |
| Marie Polli    | 20 kilometer gång | N/A      | N/A       | N/A         | N/A         | N/A              | N/A              | 1:37:53          | 39               |

## Fäktning
Värja, herrar
- (1) Marcel Fischer
  - 32-delsfinal: Bye
  - Sextondelsfinal: Defeated (33) Ahmed Nabil från Egypten (15 - 10)
  - Åttondelsfinal: Defeated (16) Iván Kovács från Ungern (15 - 7)
  - Kvartsfinal: Defeated (9) Silvio Fernández från Venezuela (15 - 13)
  - Semifinal: Defeated (6) Érik Boisse från Frankrike (15 - 9)
  - Final: Defeated (27) Wang Lei från Kina (15 - 9) (Guld)

## Gymnastik
Mångkamp, ind., herrar
- Andreas Schweizer
  - Kval: 55.436 poäng (27:a totalt, kvalificerad)
    - Fristående: 8.787 poäng (72:a totalt, gick inte vidare)
    - Bygelhäst: 9.200 poäng (51:a totalt, gick inte vidare)
    - Ringar: 9.737 poäng (8:a totalt, kvalificerad)
    - Barr: 9.387 poäng (47:a totalt, gick inte vidare)
    - Räck: 9.225 poäng (57:a totalt, gick inte vidare)
    - Hopp: 9.100 poäng (endast ett hopp)

  - Final: 54.612 poäng (Fristående: 8.450 poäng, Bygelhäst: 9.062 poäng, Ringar: 9.675 poäng, Hopp: 9.225 poäng, Barr: 9.450 poäng, Räck: 8.750 poäng) (24:a totalt)

- Christoph Schaerer
  - Kval: 27.037 poäng (88:a totalt, gick inte vidare)
    - Fristående: 8.787 poäng (72:a totalt, gick inte vidare)
    - Bygelhäst: 8.650 poäng (74:a totalt, gick inte vidare)
    - Barr: 8.737 poäng (69:a totalt, gick inte vidare)
    - Räck: 9.650 poäng (26:a totalt, gick inte vidare)

Ringar, herrar
- Andreas Schweizer
  - Final: 9.737 poäng (8:a totalt)

Mångkamp, ind., damer
- Melanie Marti
  - Kval: 27.037 poäng (88:a totalt, gick inte vidare)
    - Fristående: 9.050 poäng (49:a totalt, gick inte vidare)
    - Barr: 9.050 poäng (58:a totalt, gick inte vidare)
    - Bom: 8.525 poäng (66:a totalt, gick inte vidare)
    - Hopp: 9.112 poäng (endast ett hopp)

## Judo
Herrarnas halv mellanvikt (-81 kg)
- Sergei Aschwanden
  - Sextondelsfinal: Förlorade mot Ariel Sganga från Argentina (Kuzure-kami-shiho-gatame; ippon - 4:26)

Herrarnas lättvikt (-57 kg)
- Lena Goeldi
  - Sextondelsfinal: Defeated Maria Pekli från Australien (Ura-nage; ippon - 4:19)
  - Åttondelsfinal: Defeated Catherine Ewa Ekuta från Nigeria (Sode-tsurikomi-goshi; ippon - 4:06) (gick vidare till återkvalv)
  - Återkval omgång 2: Lost to Barbara Harel från Frankrike  (Fusen-gachi)

## Kanotsport
Slalom
Herrarnas C-1 slalom
- Ronnie Dürrenmatt
  - Kval: 206,46 (Åk 1: 103,91, 8:a totalt, Åk 2: 102,55, 6:a totalt, 8:a totalt, kvalificerad)
  - Semifinal: 102,52 (11:a totalt, gick inte vidare)

Herrarnas K-1 slalom
- Michael Kurt
  - Kval: 186,79 (Åk 1: 94,30, 4:a totalt, Åk 2: 92,49, 1:a totalt, 1:a totalt, kvalificerad)
  - Semifinal: 103,20 (20:a totalt, gick inte vidare)

Damernas K-1 slalom
- Nagwa El Desouki
  - Kval: 228,65 (Åk 1: 118,38, 12:a totalt, Åk 2: 110,27, 5:a totalt, 10:a totalt, kvalificerad)
  - Semifinal: 113,24 (9:a totalt, kvalificerad)
  - Final: 111,80 (Totalt: 225,04, 6:a totalt)

Sprint
Herrarnas K-1 500 m
- Simon Faeh
  - Heat: 1:42,415 (7:a i heat 3, gick till semifinal)
  - Semifinal: 1:41,039 (5:a i semifinal 2, gick inte vidare, 15:a totalt)

Herrarnas K-1 1000 m
- Simon Faeh
  - Heat: 3:41,392 (6:a i heat 2, gick till semifinal)
  - Semifinal: 3:37,569 (8:a i semifinal 1, 17:a totalt)

## Konstsim
Damernas duett
- Magdalena Brunner och Belinda Schmid
  - Inledande teknisk rutin: 90,667 poäng (11:a totalt)
  - Inledande fri rutin: 92,000 poäng (Totalt: 91.334 poäng, 11:a totalt, kvalificerad)
  - Final, fri rutin: 92,167 poäng (Totalt: 91.418 poäng, 10:a totalt)

## Modern femkamp
Herrarnas tävling
- Niklaus Bruenisholz
  - 5184 poäng (14:e totalt)
    - Skytte: 180 poäng (1096 poäng)
    - Fäktning: 14 W, 17 L (776 poäng, Totalt: 1872 poäng)
    - Simning: 2:09,12 (1252 poäng, Totalt: 3124 poäng)
    - Ridning: 67.88 poäng (1004 poäng, Totalt: 4128 poäng)
    - Löpning: 9:46,75 (1056 poäng, Totalt: 5184 poäng)

## Ridsport

### Dressyr
| Idrottare                                                         | Häst          | Gren                 | Grand Prix  | Grand Prix  | Grand Prix Special | Grand Prix Special | Grand Prix Fristil | Grand Prix Fristil | Totalt           | Totalt           |
| Idrottare                                                         | Häst          | Gren                 | Poäng       | Placering   | Poäng              | Placering          | Poäng              | Placering          | Poäng            | Placering        |
| ----------------------------------------------------------------- | ------------- | -------------------- | ----------- | ----------- | ------------------ | ------------------ | ------------------ | ------------------ | ---------------- | ---------------- |
| Silvia Iklé                                                       | Salieri CH    | Individuell dressyr  | 67,042      | 28 Q        | 69,101             | 18                 | Gick inte vidare   | Gick inte vidare   | Gick inte vidare | Gick inte vidare |
| Christian Pläge                                                   | Regent        | Individuell dressyr  | 66,667      | 30          | Gick inte vidare   | Gick inte vidare   | Gick inte vidare   | Gick inte vidare   | Gick inte vidare | Gick inte vidare |
| Daniel Ramseier                                                   | Palladio      | Individuell dressyr  | 63,250      | 45          | Gick inte vidare   | Gick inte vidare   | Gick inte vidare   | Gick inte vidare   | Gick inte vidare | Gick inte vidare |
| Jasmien Sanche-Burger                                             | Mr G de Lully | Individuell dressyr  | Drog sig ur | Drog sig ur | Gick inte vidare   | Gick inte vidare   | Gick inte vidare   | Gick inte vidare   | Gick inte vidare | Gick inte vidare |
| Silvia Iklé Christian Pläge Daniel Ramseier Jasmien Sanche-Burger | Se ovan       | Lagtävling i dressyr | i.u.        | i.u.        | i.u.               | i.u.               | i.u.               | i.u.               | 65,653           | 10               |

### Fälttävlan
| Ryttare         | Häst           | Gren                   | Dressyr | Dressyr   | Terräng | Terräng | Terräng   | Hoppning | Hoppning | Hoppning  | Hoppning         | Hoppning         | Hoppning         | Totalt | Totalt    |
| Ryttare         | Häst           | Gren                   | Dressyr | Dressyr   | Terräng | Terräng | Terräng   | Kval     | Kval     | Kval      | Final            | Final            | Final            | Totalt | Totalt    |
| Ryttare         | Häst           | Gren                   | Straff  | Placering | Straff  | Totalt  | Placering | Straff   | Totalt   | Placering | Straff           | Totalt           | Placering        | Straff | Placering |
| --------------- | -------------- | ---------------------- | ------- | --------- | ------- | ------- | --------- | -------- | -------- | --------- | ---------------- | ---------------- | ---------------- | ------ | --------- |
| Marisa Cortesi  | Peppermint III | Individuell fälttävlan | 48,40   | 26        | 111,00  | 159,40  | 68        | 12,00    | 171,40   | 58        | Gick inte vidare | Gick inte vidare | Gick inte vidare | 171,40 | 58        |
| Jennifer Eicher | Agent Mulder   | Individuell fälttävlan | 65,00   | 57        | 0,00    | 65,00   | =33       | 12,00    | 77,00    | =33       | Gick inte vidare | Gick inte vidare | Gick inte vidare | 77,00  | =33       |

### Hoppning
| Fabio Crotta                                               | Mme Pompadour M | Individuell hoppning  | 5    | =31  | 8    | 13   | =33 Q | 4    | 17   | =21 Q | 16               | =36              | Gick inte vidare | Gick inte vidare | Gick inte vidare | Gick inte vidare | Gick inte vidare | Gick inte vidare | Gick inte vidare |
| Steve Guerdat                                              | Olympic         | Individuell hoppning  | 4    | =19  | 4    | 8    | =16 Q | 13   | 21   | =33 Q | Gav upp          | Gav upp          | Gick inte vidare | Gick inte vidare | Gick inte vidare | Gick inte vidare | Gick inte vidare |                  |                  |
| Markus Fuchs                                               | Tinka's Boy     | Individuell hoppning  | 6    | =42  | 20   | 26   | =55 Q | 2    | 28   | =41   | Gick inte vidare | Gick inte vidare | Gick inte vidare | Gick inte vidare | Gick inte vidare | Gick inte vidare | Gick inte vidare |                  |                  |
| Christina Liebherr                                         | No Mercy        | Individuell hoppning  | 9    | =54  | 0    | 9    | =23 Q | 8    | 17   | =21 Q | 8                | =12 Q            | 9                | 17               | 14               | 17               | 14               |                  |                  |
| Fabio Crotta Markus Fuchs Steve Guerdat Christina Liebherr | Se ovan         | Lagtävling i hoppning | i.u. | i.u. | i.u. | i.u. | i.u.  | i.u. | i.u. | i.u.  | 12               | =4 Q             | 14               | 26               | 5                | 26               | 5                |                  |                  |

## Rodd
Herrar
| Idrottare                                                   | Gren          | Heat    | Heat      | Återkval | Återkval  | Semifinal | Semifinal | Final   | Final     | Final |
| Idrottare                                                   | Gren          | Tid     | Placering | Tid      | Placering | Tid       | Placering | Tid     | Placering |       |
| ----------------------------------------------------------- | ------------- | ------- | --------- | -------- | --------- | --------- | --------- | ------- | --------- | ----- |
| Andre Vonarburg                                             | Singelsculler | 7:23,43 | 2 R       | 6:53,48  | 1 SA/B/C  | 7:08,52   | 4 FB      | 6:52,88 | 8         |       |
| Olivier Gremaud Christian Stofer Florian Stofer Simon Stürm | Scullerfyra   | 6:20,67 | 5 R       | 5:47,94  | 2 SA/B    | 5:48,74   | 6 FB      | 6:04,53 | 8         |       |

Damer
| Idrottare      | Gren          | Heat    | Heat      | Återkval | Återkval  | Semifinal | Semifinal | Final   | Final     | Final |
| Idrottare      | Gren          | Tid     | Placering | Tid      | Placering | Tid       | Placering | Tid     | Placering |       |
| -------------- | ------------- | ------- | --------- | -------- | --------- | --------- | --------- | ------- | --------- | ----- |
| Carolina Lüthi | Singelsculler | 7:49,88 | 2 R       | 7:37,90  | 3 SC/D    | 7:47,33   | 4 FC      | 7:44,11 | 15        |       |

## Segling
Herrar
| Seglare                        | Gren    | Lopp | Lopp | Lopp | Lopp | Lopp | Lopp | Lopp | Lopp | Lopp | Lopp | Lopp | Summerad poäng | Finalplacering |
| Seglare                        | Gren    | 1    | 2    | 3    | 4    | 5    | 6    | 7    | 8    | 9    | 10   | M*   | Summerad poäng | Finalplacering |
| ------------------------------ | ------- | ---- | ---- | ---- | ---- | ---- | ---- | ---- | ---- | ---- | ---- | ---- | -------------- | -------------- |
| Richard Stauffacher            | Mistral | 24   | 13   | 14   | 25   | OCS  | 22   | 24   | 20   | 22   | 23   | OCS  | 222            | 24             |
| Simon Brügger Lukas Erni       | 470     | 20   | 25   | 18   | 20   | 6    | 24   | 20   | 27   | 11   | 15   | 4    | 163            | 22             |
| Flavio Marazzi Enrico De Maria | Starbåt | 10   | 1    | 3    | 7    | 9    | 9    | 12   | 11   | 4    | 8    | 9    | 70             | 4              |

M = Medaljlopp; EL = Eliminerad – gick inte vidare till medaljloppet;
Damer
| Seglare    | Gren    | Lopp | Lopp | Lopp | Lopp | Lopp | Lopp | Lopp | Lopp | Lopp | Lopp | Lopp | Summerad poäng | Finalplacering |
| Seglare    | Gren    | 1    | 2    | 3    | 4    | 5    | 6    | 7    | 8    | 9    | 10   | M*   | Summerad poäng | Finalplacering |
| ---------- | ------- | ---- | ---- | ---- | ---- | ---- | ---- | ---- | ---- | ---- | ---- | ---- | -------------- | -------------- |
| Anja Käser | Mistral | 14   | 12   | 10   | 10   | OCS  | 7    | 15   | 13   | 12   | 18   | 10   | 121            | 14             |

M = Medaljlopp; EL = Eliminerad – gick inte vidare till medaljloppet;
Öppen
| Seglare                            | Gren | Lopp | Lopp | Lopp | Lopp | Lopp | Lopp | Lopp | Lopp | Lopp | Lopp | Lopp | Lopp | Lopp | Lopp | Lopp | Lopp | Summerad poäng | Finalplacering |
| Seglare                            | Gren | 1    | 2    | 3    | 4    | 5    | 6    | 7    | 8    | 9    | 10   | 11   | 12   | 13   | 14   | 15   | M*   | Summerad poäng | Finalplacering |
| ---------------------------------- | ---- | ---- | ---- | ---- | ---- | ---- | ---- | ---- | ---- | ---- | ---- | ---- | ---- | ---- | ---- | ---- | ---- | -------------- | -------------- |
| Christopher Rast Christian Steiger | 49er | 11   | 9    | 12   | 2    | OCS  | 7    | 16   | 16   | 3    | 10   | 10   | 16   | 7    | 16   | 9    | 9    | 137            | 12             |

M = Medaljlopp; EL = Eliminerad – gick inte vidare till medaljloppet;

## Simhopp
Herrar
| Idrottare            | Gren | Kval   | Kval      | Semifinal        | Semifinal        | Final            | Final            |
| Idrottare            | Gren | Poäng  | Placering | Poäng            | Placering        | Poäng            | Placering        |
| -------------------- | ---- | ------ | --------- | ---------------- | ---------------- | ---------------- | ---------------- |
| Jean Romain Delaloye | 10 m | 326,82 | 31        | Gick inte vidare | Gick inte vidare | Gick inte vidare | Gick inte vidare |

## Tennis
| Spelare                        | Gren       | Omgång 1                        | Omgång 2                                 | Åttondelsfinaler                      | Kvartsfinaler     | Semifinaler       | Final / BM        | Final / BM       |
| Spelare                        | Gren       | Motståndare Poäng               | Motståndare Poäng                        | Motståndare Poäng                     | Motståndare Poäng | Motståndare Poäng | Motståndare Poäng | Placering        |
| ------------------------------ | ---------- | ------------------------------- | ---------------------------------------- | ------------------------------------- | ----------------- | ----------------- | ----------------- | ---------------- |
| Roger Federer                  | Herrsingel | Davydenko (RUS) W 6–3, 5–7, 6–1 | Berdych (CZE) L 6–4, 5–7, 5–7            | Gick inte vidare                      | Gick inte vidare  | Gick inte vidare  | Gick inte vidare  | Gick inte vidare |
| Yves Allegro Roger Federer     | Herrdubbel | i.u.                            | Fyrstenberg / Matkowski (POL) W 6–3, 6–2 | Bhupathi / Paes (IND) L 6–7(5–7), 3–6 | Gick inte vidare  | Gick inte vidare  | Gick inte vidare  | Gick inte vidare |
| Myriam Casanova                | Damsingel  | Pratt (AUS) L 3–6, 5–7          | Gick inte vidare                         | Gick inte vidare                      | Gick inte vidare  | Gick inte vidare  | Gick inte vidare  | Gick inte vidare |
| Patty Schnyder                 | Damsingel  | Mandula (HUN) W 6–3, 6–4        | Hantuchová (SVK) W 3–6, 6–1, 6–4         | Kuznetsova (RUS) L 3–6, 3–6           | Gick inte vidare  | Gick inte vidare  | Gick inte vidare  | Gick inte vidare |
| Myriam Casanova Patty Schnyder | Damdubbel  | i.u.                            | Hantuchová / Husárová (SVK) W 6–3, 6–4   | Yan Z / Zheng J (CHN) L 3–6, 3–6      | Gick inte vidare  | Gick inte vidare  | Gick inte vidare  | Gick inte vidare |

## Triathlon
| Triathlet        | Gren                | Simning (1,5 km) | Trans 1 | Cykling (40 km) | Trans 2 | Löpning (10 km) | Total tid  | Placering |
| ---------------- | ------------------- | ---------------- | ------- | --------------- | ------- | --------------- | ---------- | --------- |
| Reto Hug         | Herrarnas triathlon | 18:19            | 0:18    | 1:05:37         | 0:18    | 37:44           | 2:01:40,43 | 40        |
| Olivier Marceau  | Herrarnas triathlon | 18:18            | 0:18    | 1:00:46         | 0:20    | 33:40           | 1:52:44,36 | 8         |
| Sven Riederer    | Herrarnas triathlon | 18:17            | 0:17    | 1:00:45         | 0:20    | 32:31           | 1:51:33,26 | 3         |
| Brigitte McMahon | Damernas triathlon  | 19:46            | 0:19    | 1:10:41         | 0:21    | 36:40           | 2:07:07,73 | 10        |
| Nicola Spirig    | Damernas triathlon  | 20:34            | 0:20    | 1:09:51         | 0:21    | 38:19           | 2:08:44,46 | 19        |